# Donopotamon
Donopotamon is een geslacht van kreeftachtigen uit de klasse van de Malacostraca (hogere kreeftachtigen).

## Soort
- Donopotamon haii Dang & Hô, 2005